# 헬크리크층
헬크리크 층(Hell Creek Formation)은 미국 서부에서 발견된 백악기 말기 및 팔레오세의 지층이다. 매우 광범한 연구가 이루어졌다. 지층이 드러나 연구가 진행된 곳이 몬태나주 조던 읍 근교의 헬 골짜기(Hell Creek)였기에 이런 이름이 붙었다. 몬태나주, 노스다코타주, 사우스다코타주, 와이오밍주에 걸쳐 있으며, 몬태나 주의 폭스힐즈 층 위를 덮는다. 폼페이 기둥 국립기념물은 헬크리크 층의 일부가 고립된 것이다.
마스트리흐트절에서 데인절, 다시 말해 백악기에서 팔레오세로 넘어갈 때의 지층으로서, 암질은 주로 점토, 이암, 사암으로 되어 있어 범람과 같은 하류작용을 짐작케 한다. 지층이 쌓일 당시의 기후는 온난했으며, 크로코다일의 존재로 보아 어쩌면 거의 아열대 기후였을 지도 모른다. 겨울이 내내 지속되는 기후는 아니었음은 확실하다. 백악기와 신생대 사이에 충돌 사건이 있었다는 증거인 이리듐이 풍부한 지층이기도 하다.
화석도 엄청나게 많이 발견되었다. 안킬로사우루스, 드라코렉스, 파키케팔로사우루스, 토로사우루스, 트리케라톱스, 에드몬토사우루스, 티라노사우루스, 보레알로수쿠스, 브라키캄프사, 토라코사우루스, 다코타랍토르, 스티기몰로크 등의 화석이 출토되었다.

## 같이 보기
- 모리슨층